# Leptotyphlops conjunctus
Leptotyphlops conjunctus är en kräldjursart som beskrevs av  Jan 1861. Leptotyphlops conjunctus ingår i släktet Leptotyphlops och familjen Leptotyphlopidae.
Arten når en längd av 18 till 24cm. Den har en svartgrå kropps och små överlappande fjäll. Ögonen är endast små punkter som ligger under huden. Födan utgörs av myror och ägg från termiter. Honan lägger 3 till 7 långsträckta ägg som är sammanlänkade.
Utbredningsområdet ligger i Östra Kapprovinsen. Kanske når arten andra delar av östra Sydafrika. Exemplaren vistas i gräsmarker och de når högplatå som ligger 1600 meter över havet.

## Underarter
Arten delas in i följande underarter:
- L. c. incognitus
- L. c. latirostris
- L. c. conjunctus